# West Lafayette (Indiana)
West Lafayette er en by (city) i Tippecanoe County i delstaten Indiana, USA. Byen ligger ca. 105 km nordvest for delstatshovedstaden Indianapolis og 182 km sydøst for Chicago.
West Lafayette grænser op til Wabash River mod øst og syd. På den anden bred af floden ligger søsterbyen Lafayette. Hovedparten af West Lafayette ligger i Wabash Township, mens en lille del ligger i Tippecanoe Township. Arealet var i 2010 19,76 km2, hvoraf 19,742 var land og 0,03 km2 vand. Siden er arealet øget ved at West Lafayette har annekteret yderligere områder.
West Lafayette er hjemsted for Purdue University.

## Eksternt link
- State & County QuickFacts Arkiveret 1. september 2012 hos  Wayback Machine, US Census Bureau.